# Urban Sagstetter
Urban Sagstetter (Pfaffstätten, 1529 – Vienna, 13 ottobre 1573) è stato un vescovo cattolico austriaco.

## Biografia
Era un trovatello di origine incerta, ritrovato nel 1532 tra le macerie della fortezza di Güns, dopo che questa era stata attaccata dai turchi, ed è in quella occasione che venne forse abbandonato dai suoi veri genitori. La sua famiglia adottiva si prese cura di lui e suo padre lo inviò da Felizian von Potschach, consigliere dell'imperatore Ferdinando, il quale lo indirizzò sugli studi da seguire.
Sagstetter divenne quindi un buon conoscitore della lingua ebraica che studiò proprio in virtù della sua scelta di intraprendere la carriera ecclesiastica, per un migliore esegesi delle sacre scritture. Nel 1547 divenne diacono dell'ospedale cittadino e nel 1551 ricevette gli ordini sacri, divenendo predicatore alla cattedrale di Santo Stefano e successivamente, dal 1553, assurgendo alla carica di vescovo ausiliare di Passavia con il titolo di Cembalo (Cimbaliensis).
Nel 1556 venne nominato dall'imperatore Ferdinando I d'Asburgo vescovo di Gurk e nel febbraio del 1563 divenne amministratore della diocesi di Vienna, alla quale però rinunciò dal 1568 per dedicarsi unicamente al governo pastorale della diocesi di Gurk.
Come predicatore, egli impose con spirito cristiano una riconciliazione con i gruppi protestanti locali.
Alla sua morte, venne sepolto nella chiesa parrocchiale di san Nicola di Strasburgo.

## Genealogia episcopale e successione apostolica
La genealogia episcopale è:
- Vescovo Otto von Sonnenberg
- Vescovo Friedrich von Zollern
- Vescovo Rupert von Bayern
- Vescovo Mathias Schach, O. Cart.
- Vescovo Philipp von der Pfalz
- Cardinale Matthäus Lang von Wellenburg
- Vescovo Ägidius Rehm
- Vescovo Johann Kluspeck, C.R.S.A.
- Vescovo Wolfgang von Salm
- Vescovo Urban Sagstetter

La successione apostolica è:
- Vescovo Erasmo Pagendorfer (1558)
- Arcivescovo Johann Jakob von Kuen-Belasy (1561)
- Vescovo Konrad Adam Glušič (1571)